# SunTrust Banks

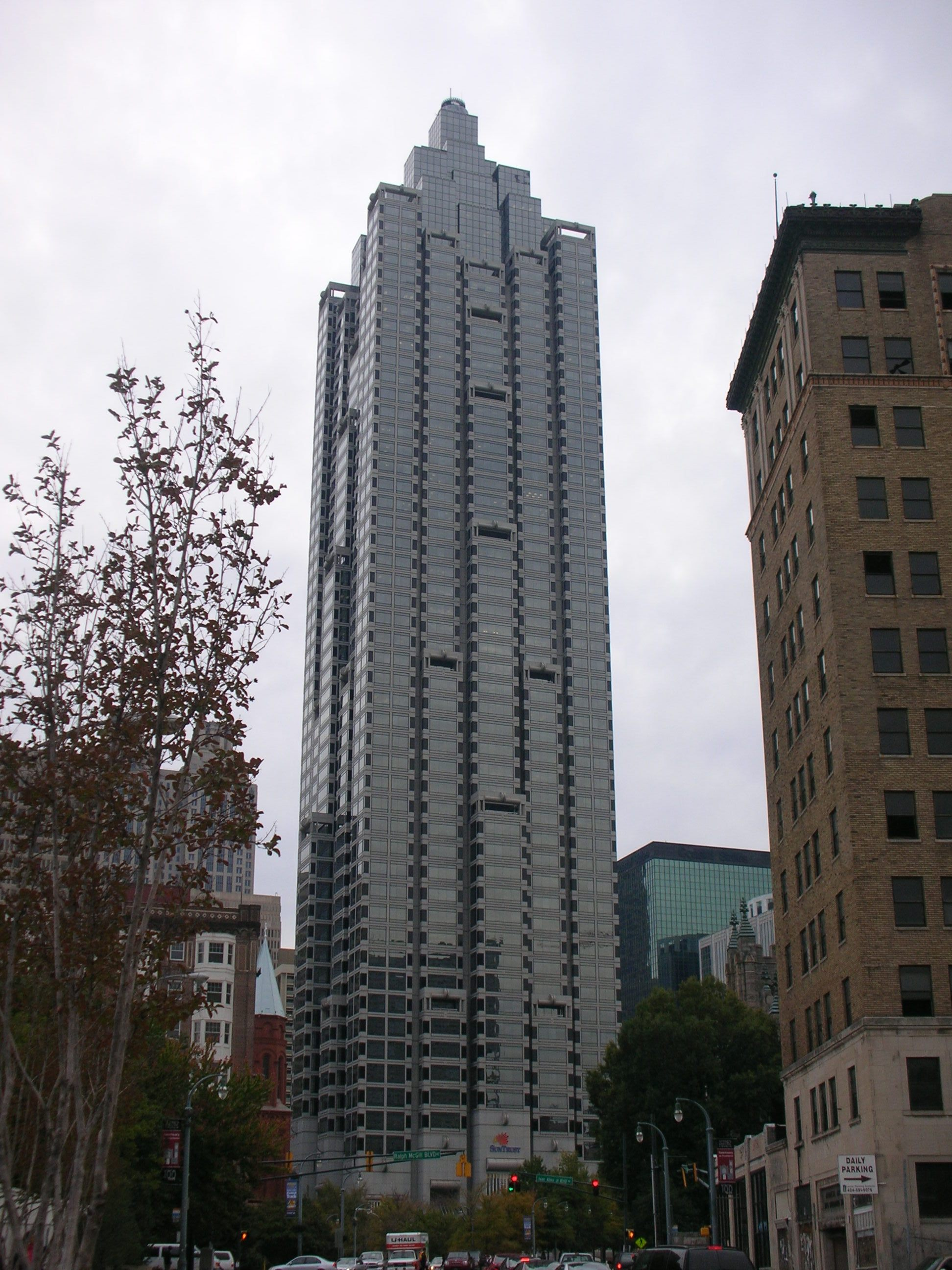
Sede de SunTrust Banks en la plaza SunTrust de Atlanta, Georgia.

SunTrust Banks, Inc. (NYSE: STI) es un banco estadounidense. Su mayor franquicia es SunTrust Bank. Tenía más de $ 173.500 millones en activos a 31 de marzo de 2013. El antepasado corporativo directo de SunTrust Bank fue fundado en 1891 en la ciudad de Atlanta, Georgia, donde continúa su sede principal. SunTrust Bank opera con cerca de 1.700 oficinas en los Estados del sur, como Alabama, Arkansas, Florida, Georgia, Maryland, Misisipi, Carolina del Norte, Carolina del Sur, Tennessee, Virginia, Virginia Occidental y Washington D. C.. El 7 de febrero de 2019, el banco estadounidense BB&T anunció la compra de SunTrust Banks por 28 000 millones de dólares en un acuerdo que incluye la totalidad de las acciones, creando así el sexto banco de los Estados Unidos, el mayor acuerdo bancario desde la crisis financiera de 2008.